# Laura Stähli
Laura Stähli (31 grudnia 1991 w Bazylei) – szwajcarska szpadzistka, brązowa medalistka mistrzostw świata.
Podczas mistrzostw świata w Wuxi w 2018 roku wywalczyła brązowy medal w rywalizacji indywidualnej, plasując się za Włoszką Marą Navarrią i Aną Marią Brânzą z Rumunii. Była też między innymi szósta w zawodach drużynowych na mistrzostwach świata w Kairze w 2022 roku.
Na mistrzostwach Europy w Antalyi w 2022 roku zajęła drużynowo czwarte miejsce.